# Пендік (станція метро)
40°53′18″ пн. ш. 29°14′19″ сх. д. / 40.8883° пн. ш. 29.2387° сх. д.
Пенді́к (тур. Pendik) — станція лінії М4 Стамбульського метро. Відкрита 10 жовтня 2016 року у черзі Картал - Тавшантепе.
Конструкція — станція глибокого закладення споруджено новоавстрійським методом, має острівну платформу та дві колії.
Розташована під автострадою D.100, у кварталі Бахчеліевлер, Пендік.
Пересадки:Автобуси16C, 16KH, 16Z, 17K, 17P, 130, 130A, 130E, 130G, 130Ş, 132, 132A, 132B, 132D, 132E, 132H, 132K, 132P, 132G, 133GP, 132T, 132Y, 251, 500T, E-9, E-10, KM10, KM11, KM12, KM13, KM23, KM24, KM25, KM28, KM29
 Маршрутки: Гарем — Гебзе